# Maciej Goździecki
Maciej Wiktor Goździecki (ur. 17 października 1922 w Brzezinach, zm. 12 stycznia 2016 w Warszawie) – polski inżynier mechanik, docent doktor inżynier.

## Życiorys
W latach 1956–1992 był nauczycielem akademickim w Zakładzie Transportu Bliskiego na Wydziale Samochodów i Maszyn Roboczych Politechniki Warszawskiej, od 1973 przez osiem lat pełnił funkcję dziekana. W 1984 został powołany na stanowisko dyrektora Instytutu Maszyn Roboczych Ciężkich i zajmował je do 1991. Specjalizował się w zakresie dźwignic i przenośników.
Pochowany na cmentarzu parafialnym w Chrzanowie.

## Odznaczenia
- Krzyż Kawalerski Orderu Odrodzenia Polski;
- Krzyż Oficerski Orderu Odrodzenia Polski;
- Złoty Krzyż Zasługi;
- Medal Komisji Edukacji Narodowej;
- tytuł Zasłużony dla Politechniki Warszawskiej
- Medal Za zasługi dla Wydziału Samochodów i Maszyn Roboczych Politechniki Warszawskiej.